# Bitllet

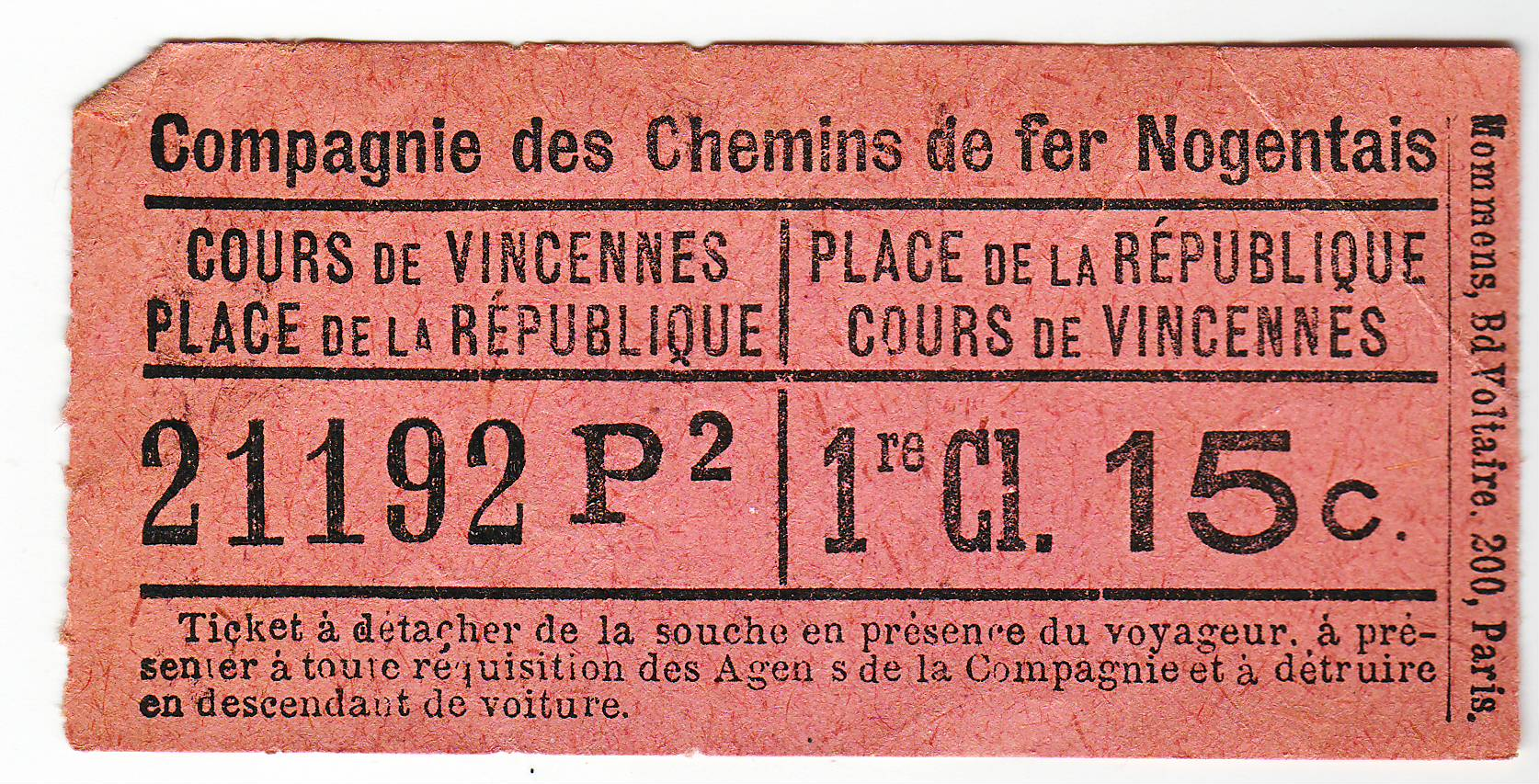
Antic bitllet de tramvia francès

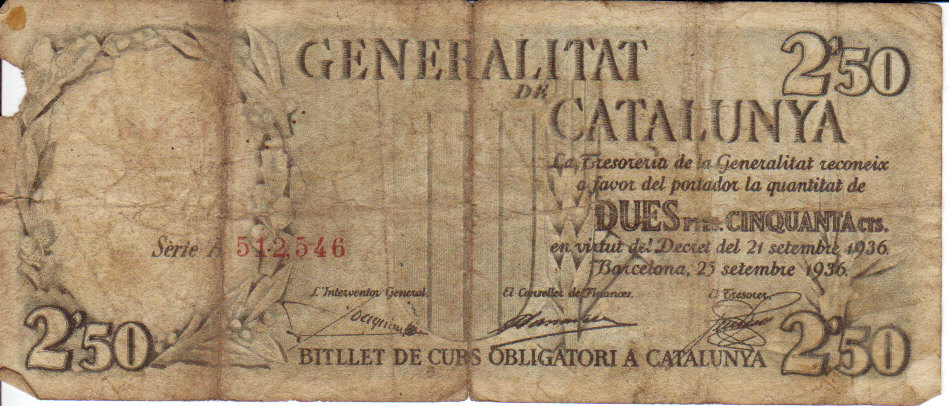
Bitllet de banc emès per la Generalitat de Catalunya el 1936

Un bitllet és un contracte econòmic que es fa entre dues parts on una és l'usuari i l'altre és el grup, persona o institució que es compromet a satisfer la demanda que contrau amb l'usuari que compra el bitllet.
El bitllet sol estar fet de paper o de cartró i és d'unes dimensions reduïdes per tal de donar facilitats per al seu ús, en un viatge o un espectacle, o bé per al seu intercanvi a l'hora d'adquirir-lo o bescanviar-lo per un producte contractat.
Un bitllet té un preu que aquell que vol contractar el servei o producte ha de pagar per tal d'accedir-hi. A més, els bitllets tenen una regulació que afecta a ambdues parts que contrauen aquest contracte, amb el compromís de respectar i complir les normes que cada part exigeix a l'altra.
Els bitllets generalment donen dret a entrar a un recinte, a seure en un lloc (són anomenats també entrades o tiquets), o a fer un viatge tant en transport privat (bitllets o passatges d'avió, de vaixell...) com en transport públic (autobús, tren...). També poden servir per acreditar la participació d'una persona en un esdeveniment, com ara un sorteig o rifa (bitllets de loteria).

## Paper moneda
Un cas especial de bitllets són els emesos per un banc central, que representen una certa quantitat de diners que cal pagar-li al portador a la vista d'aquest títol monetari. Aquests bitllets de banc són coneguts també com a paper moneda.